# Rhytidoponera arborea
Rhytidoponera arborea är en myrart som beskrevs av Ward 1984. Rhytidoponera arborea ingår i släktet Rhytidoponera och familjen myror. Inga underarter finns listade i Catalogue of Life.